# 波莫納 (新澤西州)
波莫納（英語：Pomona）是位於美國新澤西州大西洋縣的普查規定居民點。

## 人口
根據2020年美國人口普查的數據，波莫納的面積為7.21平方千米，皆為陸地。當地共有人口7416人，而人口密度為每平方千米1,028.57人。